# 黎鏗
黎鏗（英語：Henry Lai，1928年—1965年2月9日），祖籍廣東新會，上海出生，中國電影演員，1930年代著名童星，香港電影先驅黎民偉的長子。自幼受父親熏陶，喜歡電影和表演藝術。1949年回大陸定居后，受到政治、感情、事業多重困擾，自縊身亡。2015年，時值黎鏗逝世50週年，他的弟弟黎錫、生前好友費明儀及多名電影研究工作者，合力整理黎鏗生平資料，出版《著名童星、朗誦藝術家黎鏗》，以作紀念。

## 生平

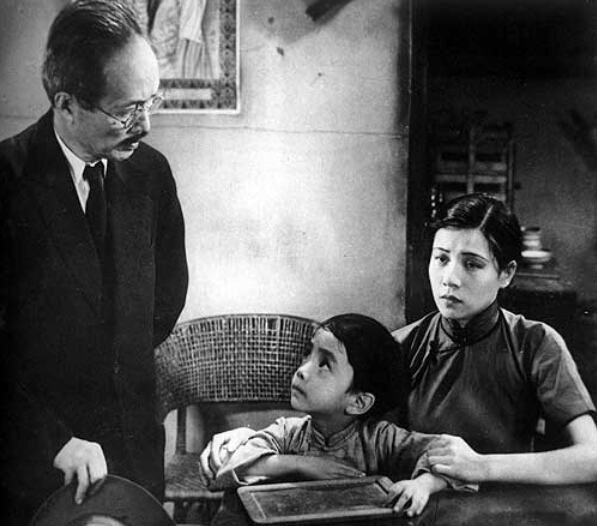
1934年電影《神女》劇照。圖中人物分別是唐槐秋、黎鏗、阮玲玉。

父親黎民偉早在1920年代初在香港和兄弟合作開設戲院同「民新影畫公司」。之後到上海和友人創辦「聯華影業公司」。母親林楚楚是上世紀20、30年代中國著名影星。黎鏗3歲半就在電影《人道》扮演一個惹人憐愛的男孩。其後在阮玲玉主演電影《城市之夜》、《人生》、《歸來》和《香雪海》中飾演女主角的兒子。他那可爱的模样和自然的演绎，赢得一致好评，令观众留下深刻印象。報導稱他是「銀幕上的小天使」、「影界神童」。除了演出，他還不時參與公益活動。1937年抗日戰爭爆發，他曾和幾位童星一起到電台廣播宣傳抗日。
由於戰火迫近，黎跟隨父母到香港。1940年演出香港第一部由童星主演的電影《小英雄》。香港淪陷後，跟父母輾轉到湛江市、桂林市等地。顛沛流離之中，他繼續協助父親的電影工作及演出話劇。抗日勝利後，他在广州市入讀嶺南大學。1949年畢業後由香港轉往北京，擔任北京電影制片廠的演員，參演《民主青年進行曲》、《一貫害人道》等影片。工作之餘，他積極投入朗誦表演，期間到學校及劇團指導朗誦技巧，深受文藝青年歡迎。1958年底，他被調到廣州珠江電影製片廠做演員兼副導演，曾協助導演王為一攝製經典粵語電影《七十二家房客》。
費明儀和黎鏗從小就是好朋友，因為費明儀的父親是導演費穆，跟黎民偉一樣在上海做電影，彼此都是熟人。費明儀回憶，他最後一次見到黎鏗是在1960年1月，黎鏗從廣州到香港探望患病的母親。當時黎已結婚7年，育有一女，原本性格開朗的黎鏗變到很憂鬱。費再三追問，黎才回答：「我很不快樂，我的婚姻出現問題，但又不能離婚，她不願意，而且組織上也不批准！」
1965年2月9日，黎鏗被發現於廣州東湖公園自縊，終年37歲，臨死前他有留下遺書。消息傳出之後，政府對黎鏗的死因諱莫如深，海內外則有各種傳聞。
五邑大學學者鳳群表示，黎鏗年輕時滿懷理想，一心想回到共產中國，一展藝術抱負，但留在香港父母和中國國民黨有深厚淵源。他的姐夫沈昌煥還是國民政府外交高官。在「以階級鬥爭為綱」的年代，黎鏗這樣的背景在大陸根本難以受到重用。1962年底掀起「四清运动」（清政治，清經濟，清組織，清思想），黎鏗受到衝擊，加上感情失意，身心飽受折磨，最終走入絕境。

## 延伸閱讀
- 費明儀、盧偉力、鳳群、黎錫. . 香港: 創造書店. 2014年9月. ISBN 9789628639571 （中文（繁體））.

## 外部連結
- 黎鏗在互联网电影资料库（IMDb）上的資料（英文）
- 黎鏗在香港影庫上的簡介
- 黎鏗在时光网上的簡介（简体中文）
- 黎鏗在豆瓣上的资料（简体中文）